# جوزيف هانكوك (سياسي)
جوزيف هانكوك (بالإنجليزية: Joseph Hancock)‏ هو رجل دين وشخصية أعمال وموظف مدني وسياسي أسترالي وبريطاني (وحمل سابقاً جنسية المملكة المتحدة لبريطانيا العظمى وأيرلندا)، ولد في 23 أغسطس 1856، وتوفي في 8 فبراير 1916. انتخب عضو مجلس النواب جنوب أستراليا من الجمعية عن دائرة Electoral district of Newcastle (South Australia) ‏ وقد انضم خلال فترته النيابية (11 أبريل 1890 – 18 أبريل 1893)  للكتلة البرلمانية مستقل.